# Нижньоломовське міське поселення
Нижньоло́мовське міське поселення (рос. Нижнеломовское городское поселение) — міське поселення у складі Нижньоломовського району Пензенської області Росії.
Адміністративний центр та єдиний населений пункт — місто Нижній Ломов.

## Населення
Населення — 20662 особи (2019; 22678 в 2010, 24249 у 2002).